# Сосулька

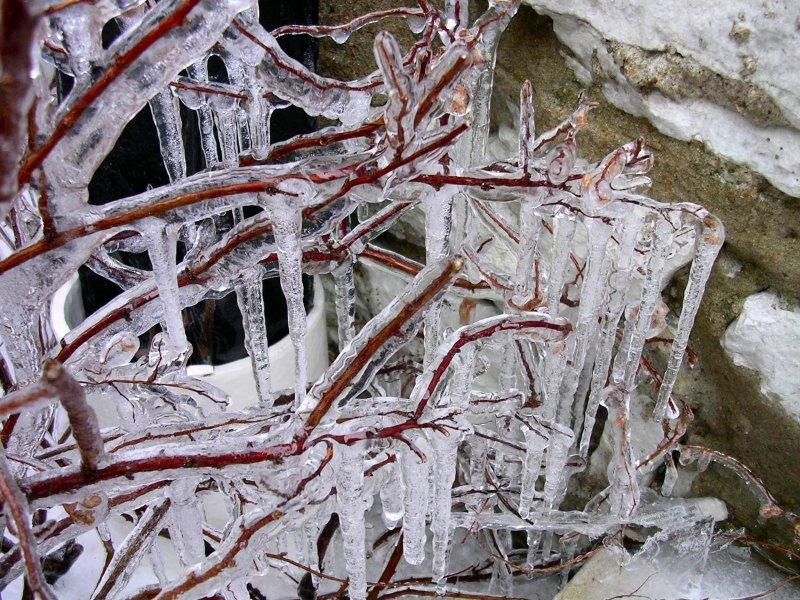
Сосульки на ветвях деревьев

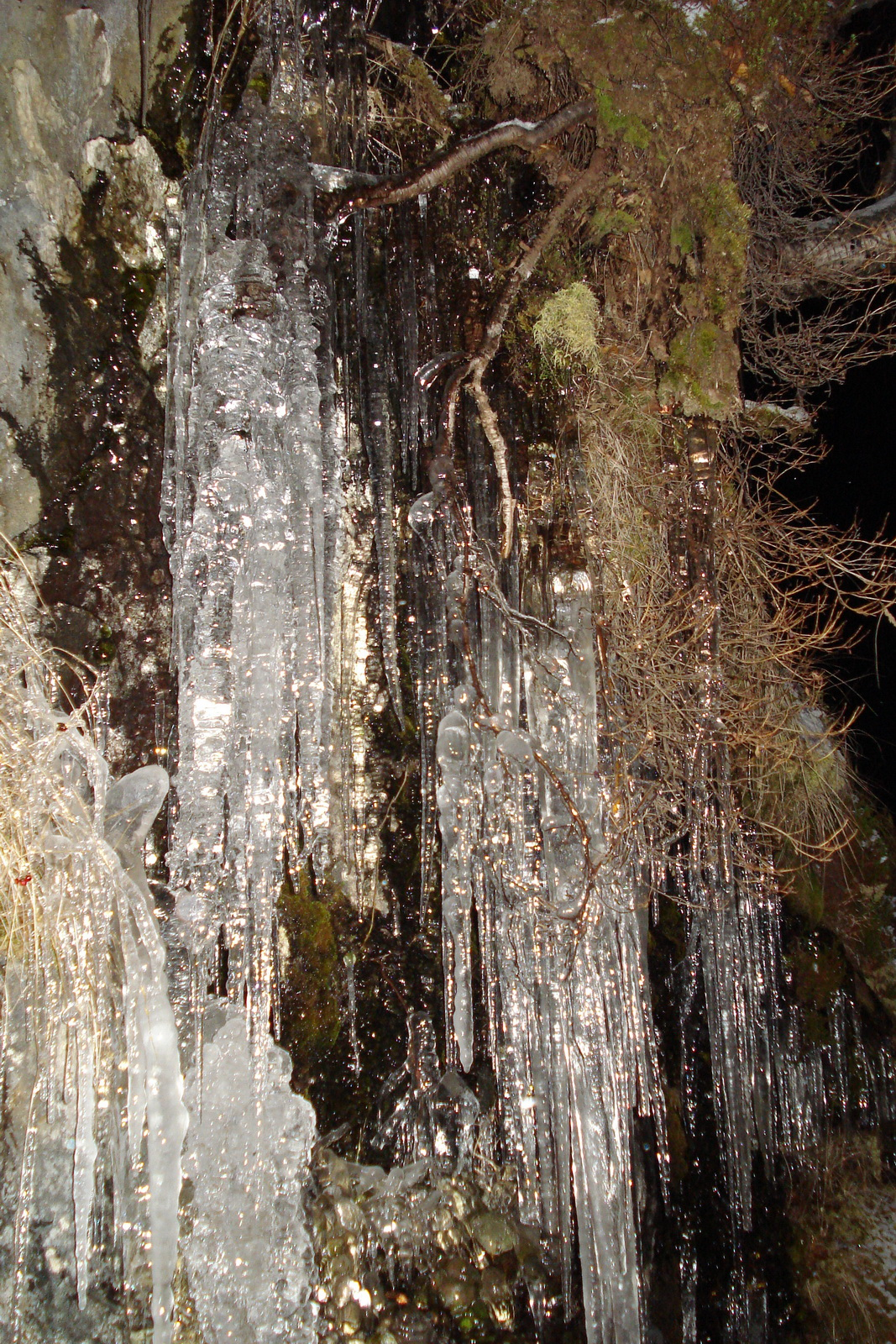
Сосульки на склоне сопки

Сосу́лька — ледяной сталактит (реже — висячая наледь), который образуется у краёв нависающих предметов, на скальных выступах, береговых обрывах, проводах, ветвях деревьев и т. д., а также в подземных полостях горных пород при послойном намораживании медленно стекающей или капающей воды.
Сосульки обычно имеют конусообразную форму с вершиной диаметром несколько миллиметров внизу. Строение сосулек сходно со строением градин. Встречаются и сосульки сложной формы, с периодически повторяющимися рёбрами.
При выпадении снега с дождём часто образуются так называемые снежные сосульки (сталактиты), имеющие концентрическую слоистость, которая обычно нарушается агрегатами вмёрзших снежных кристаллов. Слившиеся сосульки могут образовывать гирлянды достаточно протяжённой формы и причудливых очертаний.
Название «сосулька» образовано, по всей видимости, от глагола «сосать», т.к. дети очень любят обсасывать этот холодный «леденец», что часто приводит к заболеванию верхних дыхательных путей из-за переохлаждения.

## Образование сосулек

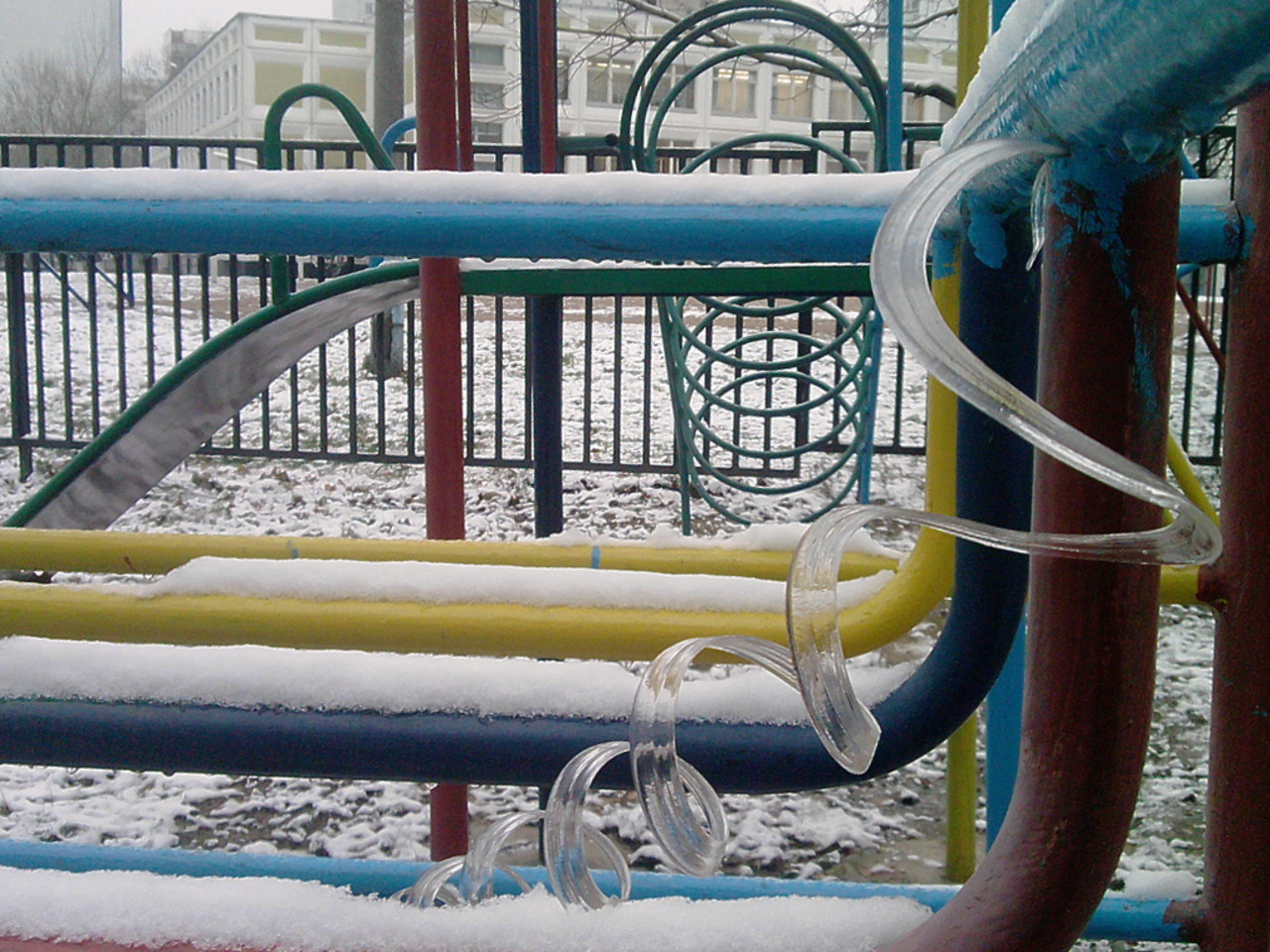
Спиралевидная сосулька, Москва, 2010

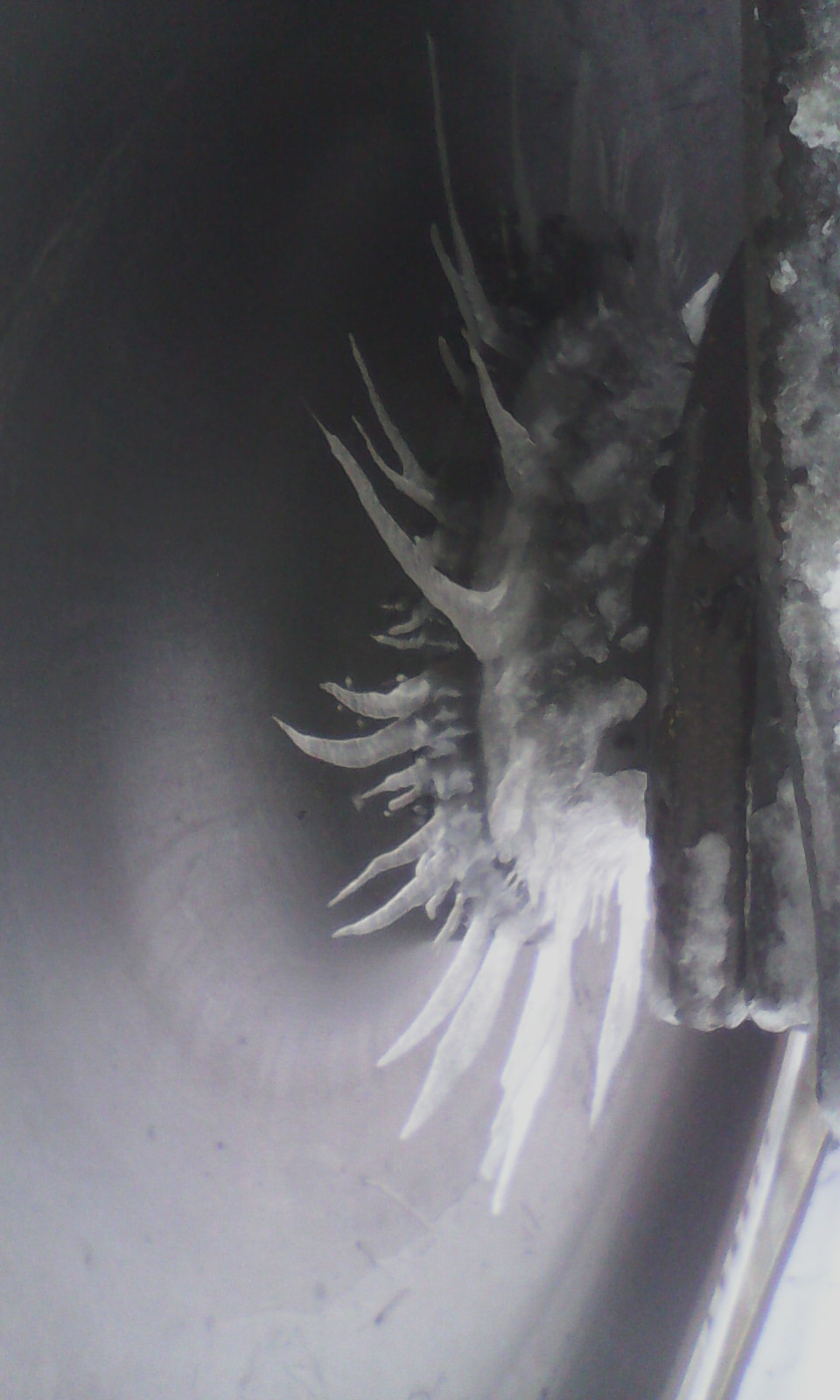
Веерообразное намерзание сосулек на колесах полувагона при движении

Сосульки образуются при низких (отрицательных по шкале Цельсия) температурах, обычно — несколько градусов ниже нуля, и при поступлении воды. Вода может, например, стекать с крыши дома, где снег тает под воздействием солнечных лучей или тепла с чердачных помещений. Талая вода под воздействием силы тяжести стекает вниз, и, благодаря холодному окружающему воздуху, замерзает. Вследствие такого намерзания воды размер сосульки увеличивается. Если сила тяжести, действующая на сосульку, в результате роста массы сосульки превысит предел прочности льда в точке начала роста, то сосулька обрушивается. При прекращении поступления талой воды рост сосульки останавливается, а при температуре выше нуля происходит уменьшение размеров и массы сосульки за счёт таяния. При температуре ниже нуля сосульки хотя и медленнее, но также уменьшаются в результате сублимации (испарения льда).
Экспериментально установлено, что ровные и гладкие сосульки растут на чистой воде. На загрязнённой примесями воде растут сосульки с рёбрами, и чем сильней вода загрязнена, тем рёбра крупней.

## Ледянойсталагмит

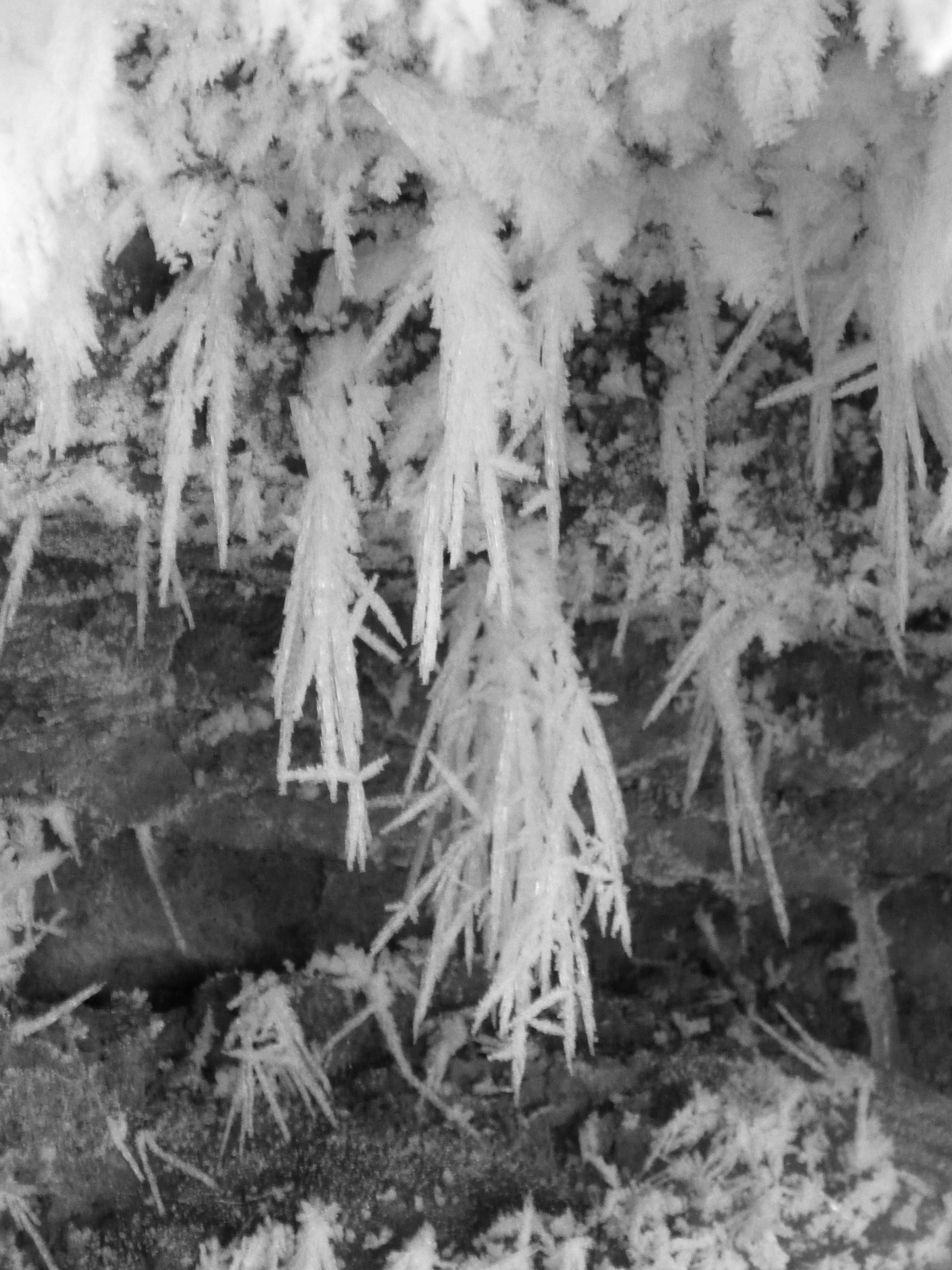
Ледяные кристаллы у входа в пещеру

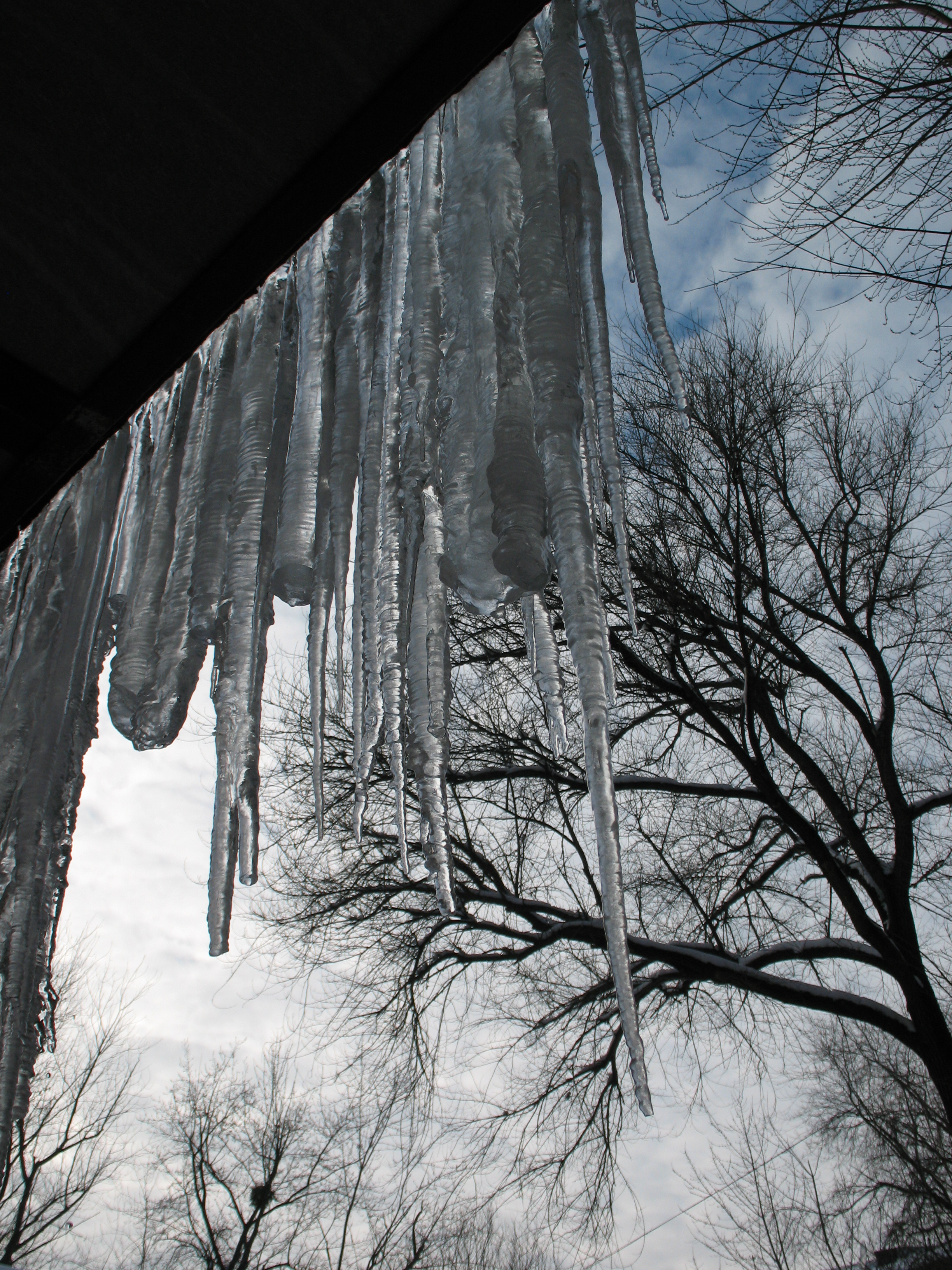
Сосульки на крышах домов

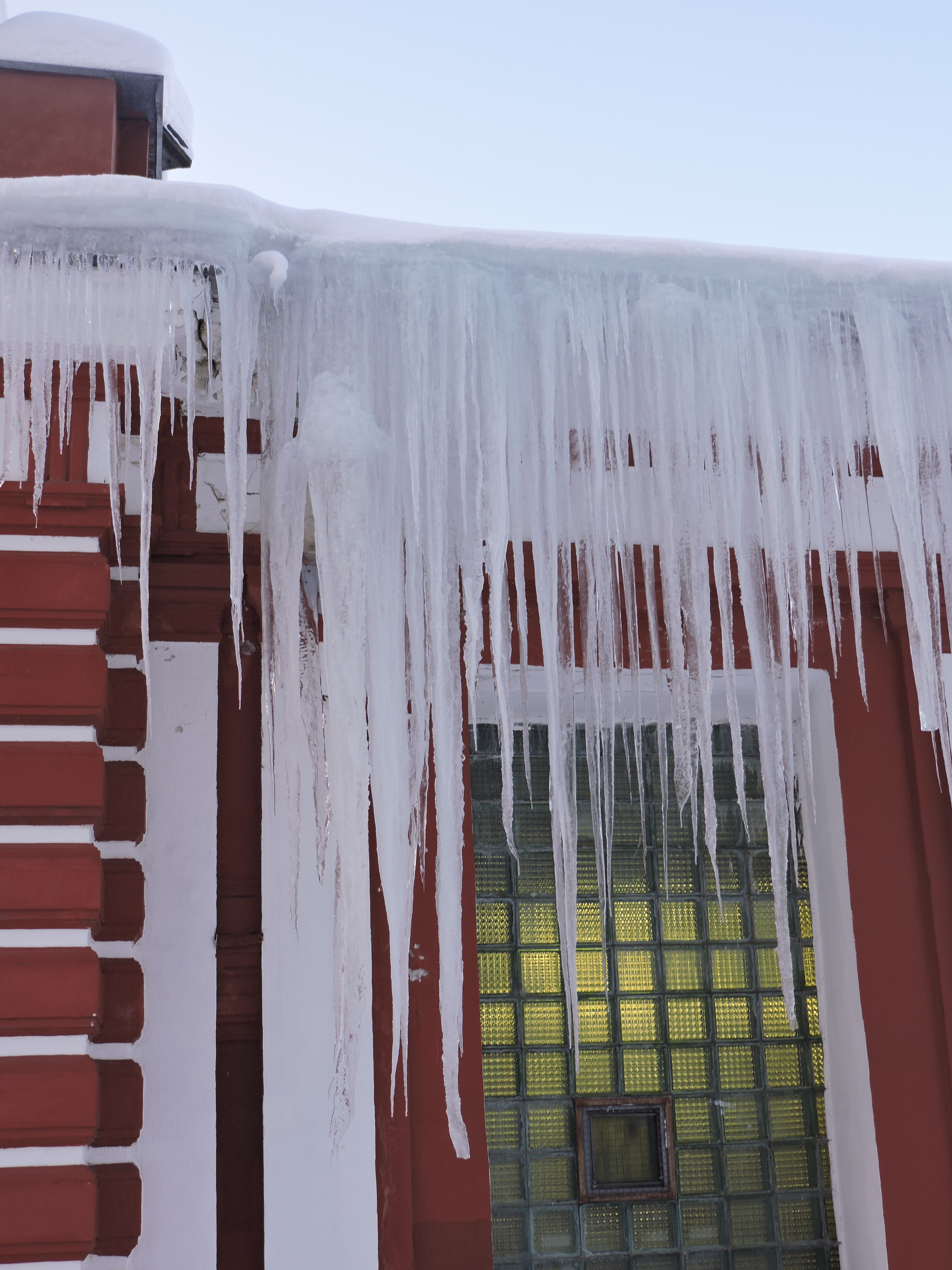
Сосульки могут достигать нескольких метров в длину

Нередко в закрытых пространствах (пещерах, погребах и т. д.) капающая с ледяного сталактита вода образует непосредственно под сосулькой растущее навстречу вверх образование — ледяной сталагмит, который может сливаться с сосулькой и формировать ледяные сталагнаты. Такие образования являются одним из видов пещерных льдов.

## Ущерб, наносимый сосульками
Образование сосулек на козырьках, карнизах зданий и проводах представляет собой серьёзную проблему для городского хозяйства и энергетики.
Падающие с крыш зданий сосульки нередко причиняют травмы прохожим, а иногда приводят и к летальным исходам. Под тяжестью сосулек могут обрываться электропровода, ломаться конструкции зданий и сооружений.
Образовавшиеся ледовые наросты могут создавать запруды на кровлях, приводя к их протечке. Причём протечки происходят на уровне внешних стен, приводят к их намоканию и ускоренному разрушению в результате замораживания и эрозии. Протечки же, достигающие отапливаемого помещения, часто приводят к росту опасных для человеческого организма грибов и микроорганизмов.
Дети, особенно маленькие, иногда лижут сосульки («сосут»; предположительно, от этого и произошло их название). Это приводит к переохлаждению полости рта, что может вызвать простудные заболевания и повреждение зубной эмали.

## Борьба с сосульками

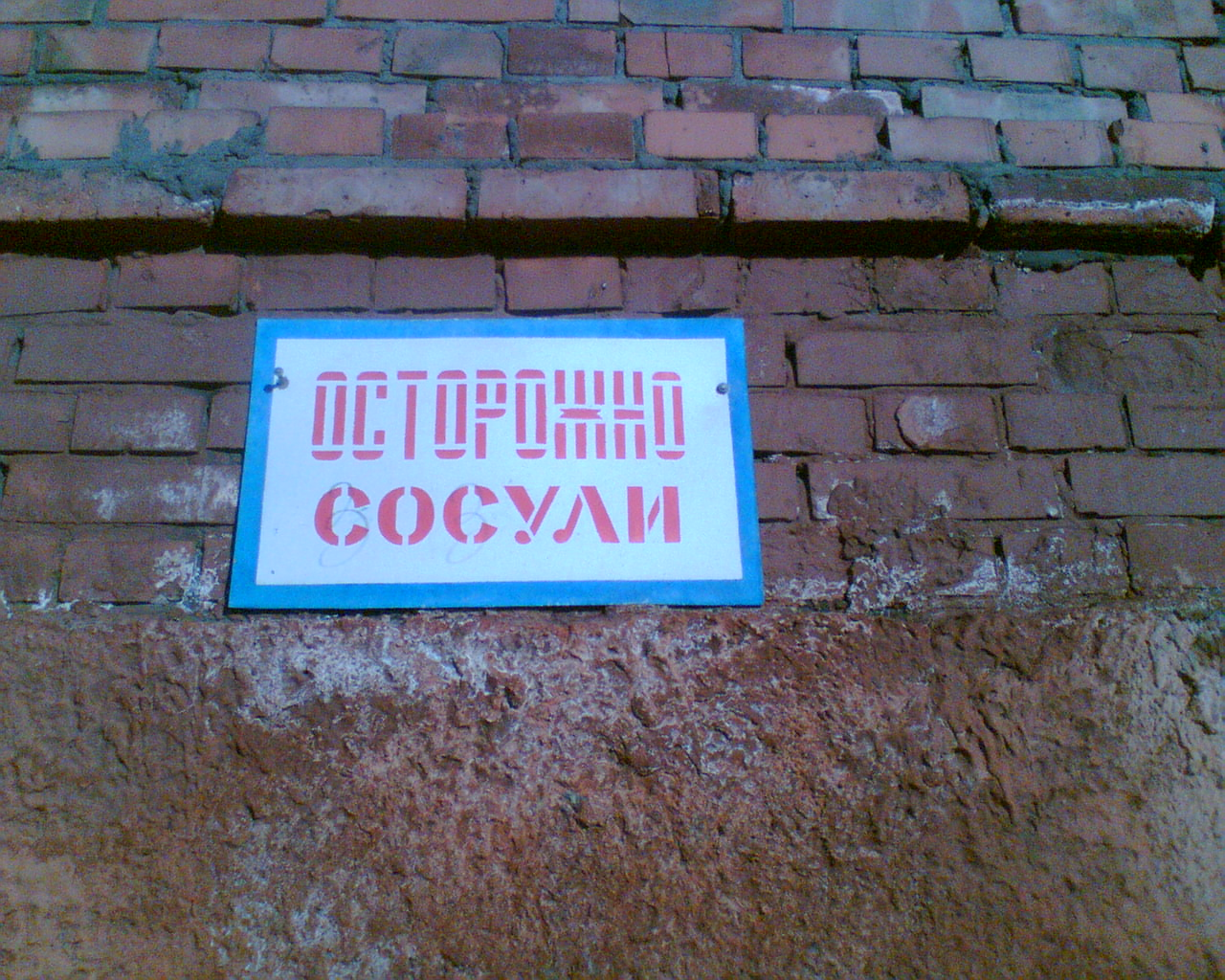
Предупреждение о возможном падении «сосуль»

Существуют различные методы и технологии борьбы с сосульками: 

Фактические, удаляющие образующиеся на свесах кровли сосульки и наледи:
- механический;
- с помощью перегретого пара;
- электроимпульсный;
- ультразвуковой;
- лазерный;

Профилактические (содержание холодных чердаков в соответствующем тепловом состоянии), препятствующие образованию наледи и сосулек:
- теплоизоляция чердаков и кровель;
- достаточно теплоизолированная верхняя разводка отопления;
- герметичная вентиляция здания;
- реконструкция кровель и водостоков;
- применение антиобледенительных покрытий кровель;
- оборудование края кровли т. н. «капельниками», форма которых не позволяет удерживать сосульки какой-либо значительной массы;
- плотно закрытые входные двери на чердак,
- отсутствие иных источников тепла (например, встречается оконечивание канализации в чердаках),
- и особенно часто нарушаемое условие — слуховые окна и иные продухи должны проветривать чердак и быть прикрытыми лишь решёткой от осадков и птиц.
- также нагрев кромок кровель и водостоков (электрический, водяной, паровой, воздушный);

Для тёплых чердаков (мансард) очень важна грамотно выполненная теплоизоляция кровли. Теплоизоляцию кровли в исключительных случаях (при невозможности решить проблему вышеуказанными мерами) можно выполнить и в холодном чердаке.
Одной из важных и довольно простых мер по удалению сосулек является своевременное сбитие их дворниками, промышленными альпинистами или другими сотрудниками жилищно-коммунальных хозяйств. Более современный способ борьбы с образованием сосулек и обледенением крыш — конструирование крыш с подогревом, применение кабельных противообледенительных систем (КПО).
Однако при устранении возможности образования сосулек остаётся и усугубляется другая, хотя и не столь серьёзная для кровли и проходящих людей опасность — лавинообразное схождение снега. Чтобы предотвратить падение снега, не стоит забывать и про снегозадержание.